# Marek Ziarnik
Marek Ziarnik (ur. 12 września 1955 w Wysokiej, zm. 15 września 1997) – polski żużlowiec.

## Życiorys

### Życie prywatne
Brat Kazimierza, Krzysztofa i Mirosława Ziarników, również żużlowców.

### Kariera sportowa
W latach 1973–1988 startował w rozgrywkach o Drużynowe Mistrzostwo Polski, dwukrotnie (1986, 1987) zdobywając w barwach klubu Polonia Bydgoszcz srebrne medale. Do jego największych sukcesów należało zdobycie tytułu Młodzieżowego Indywidualnego Mistrza Polski (Bydgoszcz 1977), srebrnego medalu Mistrzostw Polski Par Klubowych (Gniezno 1979), jak również zajęcie I miejsca w I Kryterium Asów Polskich Lig Żużlowych (Bydgoszcz 1982). W 1980 r. był uczestnikiem rozegranego w Lesznie finału Indywidualnych Mistrzostw Polski, w którym zajął XIV miejsce.